# Jude Drouin
Jude Drouin (Murdochville, 28 ottobre 1948) è un ex hockeista su ghiaccio canadese.
Nel corso della carriera ha giocato nella National Hockey League.

## Carriera
Dopo una stagione trascorsa nella QJHL Drouin fu scelto durante l'NHL Amateur Draft 1966 in diciassettesima posizione assoluta dai Montreal Canadiens. Nella stagione successiva militò nella Ontario Hockey Association con la formazione Junior dei Canadiens.
Nel 1967 esordì da professionista nella CHL con gli Houston Apollos, riuscendo ad esordire l'anno successivo con Montréal in NHL. Nella stagione 1969-70 Drouin giocò in American Hockey League con i Montreal Voyageurs, concludendo l'anno con il Dudley "Red" Garrett Memorial Award come miglior rookie e con il John B. Sollenberger Trophy grazie ai suoi 106 punti in stagione regolare.
La difficoltà a trovare un posto in squadra nei Canadiens spinse Drouin a firmare un contratto con i Minnesota North Stars. Nelle quattro stagioni e mezza successive emerse come uno degli attaccanti più prolifici della squadra, oltre a stabilire il record NHL di assist per un rookie, 52 nella stagione 1970-71.
Nel gennaio del 1975 si trasferì ai New York Islanders, restandovi fino al 1978. Rimasto deluso dopo la stagione 1977-78 Drouin cercò un nuovo contratto, tuttavia in assenza di offerte dovette restare fermo per tutta la stagione successiva. Divenuto free agent nel 1979 passò ai Winnipeg Jets, squadra con cui concluse la propria carriera nel 1981.

## Palmarès

### Individuale
- Dudley "Red" Garrett Memorial Award: 1

1969-1970
- John B. Sollenberger Trophy: 1

1969-1970 (106 punti)
- AHL First All-Star Team: 1

1969-1970